# Rybojedzko (Grande-Pologne)
Pour les articles homonymes, voir Rybojedzko.
Rybojedzko (prononciation : [rɨbɔˈjɛt͡skɔ]) est un village polonais de la gmina de Stęszew dans le powiat de Poznań de la voïvodie de Grande-Pologne dans le centre-ouest de la Pologne.
Il se situe à environ 5 kilomètres au nord-ouest de Stęszew (siège de la gmina) et à 23 kilomètres au sud-ouest de Poznań (siège du powiat et capitale régionale).

## Histoire
De 1975 à 1998, le village faisait partie du territoire de la voïvodie de Poznań.

Depuis 1999, Rybojedzko est situé dans la voïvodie de Grande-Pologne.
Le village possède une population de 80 habitants en 2006.